# Boubou Hama
Boubou Hama (* 1906 in Fonéko; † 29. Januar 1982 in Niamey) war ein nigrischer Politiker und Intellektueller.
Hama gehörte der Ethnie der Songhai an und war der Sohn eines entkommenen Sklaven. Er arbeitete zunächst als Lehrer für die Kolonialverwaltung Frankreichs in Niger. Ab 1946 engagierte er sich politisch in der Nigrischen Fortschrittspartei (PPN-RDA). Im 1960 von Frankreich unabhängig gewordenen Niger lenkte er als Parteivorsitzender und Parlamentspräsident neben Staatspräsident Hamani Diori die Geschicke des Staates. Nach dem Sturz des Einparteiensystems durch einen Militärputsch 1974 verbrachte er drei Jahre in Gefangenschaft. Hama veröffentlichte zahlreiche belletristische Werke, anthropologische Schriften und Essays. Zu seinen bekanntesten Romanen zählt Kotia-Nima (1968). In vielen seiner Arbeiten setzte er sich mit einem afrikanischen Denken auseinander, in dem er einen Beitrag zur globalen Zivilisation sah.

## Leben

### Aufstieg vom Sohn eines Sklaven zum Lehrer im Kolonialdienst
Boubou Hama wurde im zur Stadt Téra gehörenden Songhai-Viertel Fonéko geboren, das seit Anfang des 20. Jahrhunderts unter französischer Kolonialherrschaft stand. Als sein Geburtsjahr wird in offiziellen Dokumenten 1906 angegeben, während er selbst gelegentlich auch das Jahr 1909 nannte. Hama stammte aus einer niedrigen sozialen Schicht der Songhai-Gesellschaft. Sein Vater wurde Ende des 19. Jahrhunderts im Zuge der kriegerischen Auseinandersetzungen zwischen Téra und Yagha gefangen genommen und musste lange Zeit als Sklave in der Gegend von Sebba verbringen, bis es ihm gelang, zu entkommen und in seinen Heimatort Fonéko zurückzukehren. Dort heiratete er Boubou Hamas spätere Mutter, die wie er aus einfachen Verhältnissen kam.

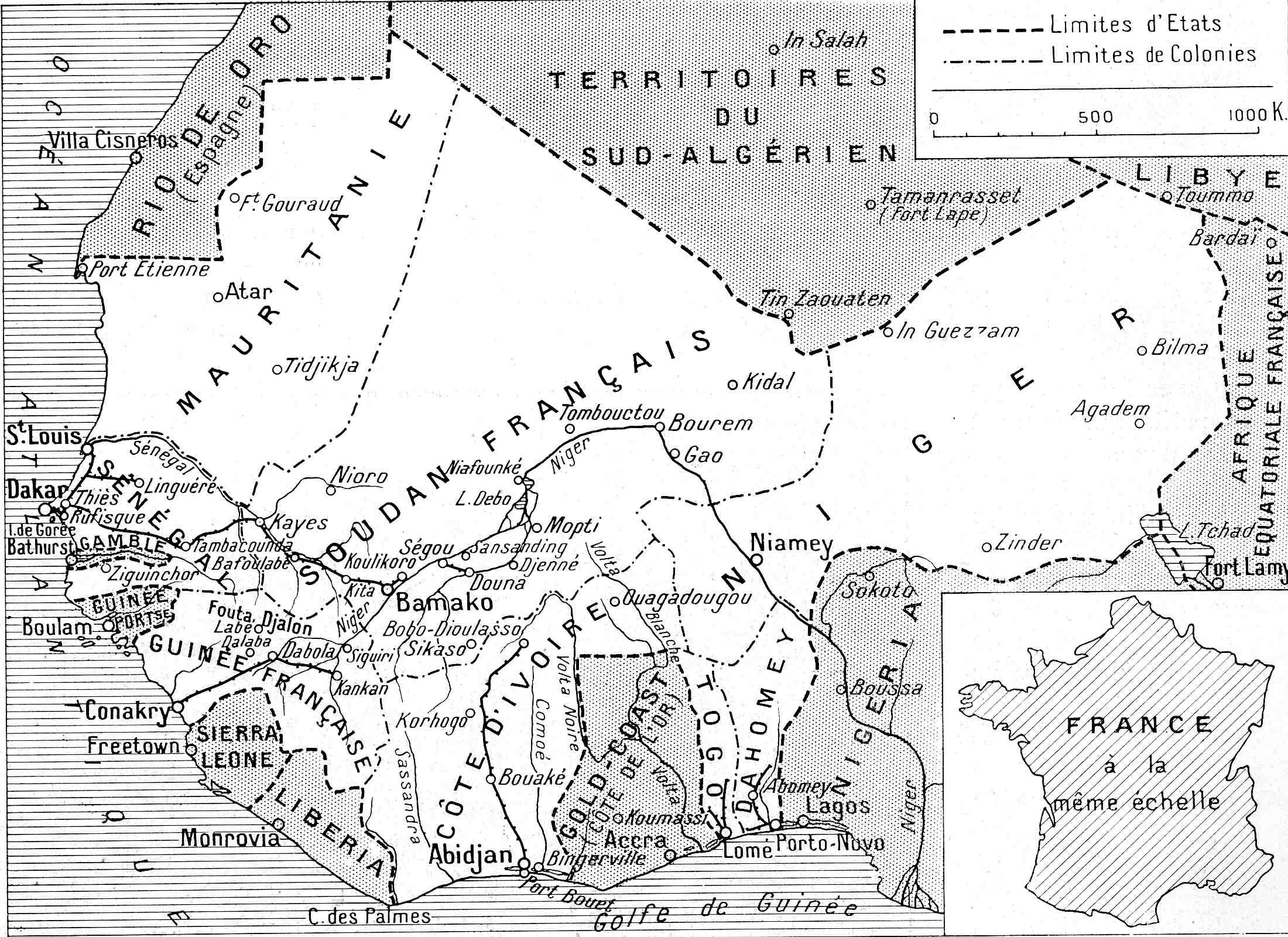
Karte von Französisch-Westafrika (1936)

Der Dorfchef von Fonéko sandte den jungen Boubou Hama auf die „Schule der Weißen“, damit seine eigenen Söhne diesbezüglich nicht behelligt würden. Nach der Elementarschule in Téra besuchte Hama von 1918 bis 1924 die Regionalschule in Dori. Danach ging er von 1924 bis 1926 auf die höhere Grundschule in Ouagadougou. Wegen seiner herausragenden schulischen Leistungen wurde er 1926 auf die École normale William Ponty in Senegal geschickt. Dies war die Kaderschmiede für die einheimische Bevölkerung Französisch-Westafrikas, an der viele später einflussreiche Politiker und Gelehrte ihre Ausbildung erhielten. Hama diplomierte dort 1929. Zu seinem Abschlussjahrgang gehörten die späteren Schriftsteller Abdoulaye Sadji und Ousmane Socé Diop.
Er war anschließend im Kolonialdienst als erster aus Niger stammender Französisch-Lehrer tätig. Fünf Jahre lang unterrichtete an der Grundschule in Niamey, der Hauptstadt Nigers, und wechselte danach an die Grundschule in Tillabéri. Als ihm vorgeworfen wurde, Bauern in der Region zum Aufstand gegen Ungerechtigkeiten der Kolonialherrschaft anzustiften, wurde er 1938 zurück nach Niamey versetzt. 1942 lernte er den in Niger tätigen französischen Anthropologen und Filmregisseur Jean Rouch kennen, mit dem ihn eine lebenslange Freundschaft verband.
Boubou Hama war verheiratet und hatte mehrere Töchter und Söhne. In seiner Ehe sah er exemplarisch die Synthese Europas und Afrikas verwirklicht: als Bund zwischen seiner europäischen Bildung und der davon unberührten afrikanischen Herkunft seiner Frau.

### Beginn der politischen Tätigkeit unter französischer Herrschaft
Die Konferenz von Brazzaville im Jahr 1944 läutete einen Veränderungsprozess im Verhältnis des Mutterlands Frankreich zu seinen Kolonien ein, der stufenweise mehr Autonomie, Gleichberechtigung und politische Partizipation für die einheimische Bevölkerung der Kolonien brachte. Die wirtschaftlich unbedeutende Kolonie Niger war innerhalb des französischen Kolonialreichs politisch marginalisiert. Um den Einfluss der einheimischen Bevölkerung Nigers gegenüber politischen Vertretern aus anderen Teilen Französisch-Westafrikas zu stärken, trafen sich 1945 junge, europäisch gebildete Nigrer heimlich auf einer Insel im Niger. Die Gruppe, die sich als „zweite Konferenz von Brazzaville“ verstand, wählte Boubou Hama zu ihrem Anführer. Sie begann gegen die Kolonialverwaltung zu agitieren. Jean Toby, der französische Gouverneur Nigers, ließ daraufhin Boubou Hama noch 1945 aus der Hauptstadt Niamey entfernen und entsandte ihn als Schuldirektor nach Dori.
Aus diesem Grund konnte Hama nicht persönlich an der Gründungsversammlung der Nigrischen Fortschrittspartei (PPN-RDA), der ersten politischen Partei Nigers, teilnehmen, die am 12. Mai 1946 in Niamey stattfand. Er gründete in Dori eine PPN-RDA-Sektion. Der PPN-RDA war eine Mitgliedspartei der Afrikanischen Demokratischen Sammlung (RDA), an deren Gründungskongress, der im Oktober 1946 in Bamako abgehalten wurde, Hama als Mitglied der PPN-Delegation teilnahm. Als Niger einen Sitz in der Nationalversammlung Frankreichs zugesprochen bekam, wäre es naheliegend gewesen, dass sich dafür für den PPN-RDA mit Issoufou Saïdou Djermakoye der Parteivorsitzende zur Wahl gestellt hätte. Boubou Hama gelang es jedoch, Hamani Diori, seinen ehemaligen Schüler in der Grundschule von Niamey, innerparteilich als Kandidat durchzusetzen. Saïdou Djermakoye nahm ohne Listenzugehörigkeit an der Wahl teil, die von Diori gewonnen wurde. Letzterer setzte sich erfolgreich bei René Barthes, dem Generalgouverneur Französisch-Westafrikas, dafür ein, dass Boubou Hama von Dori zurück nach Niamey versetzt wurde.
Bei den Wahlen zum Generalrat am 15. Dezember 1946 wurde Hama im Wahlkreis Tillabéri in den Generalrat, das erste Parlament Nigers, gewählt. Es folgten am 13. Januar 1947 seine Wahl als Vertreter Nigers in die Versammlung der Französischen Union in Paris – diese Funktion hatte er bis 1952 inne – und im Juli 1948 seine Wahl als PPN-RDA-Abgeordneter in den Großen Rat von Französisch-Westafrika in Dakar. Der Partei wehte starker Gegenwind seitens der Kolonialverwaltung entgegen. Gouverneur Toby initiierte 1948 die Gründung der ihm loyalen Partei Union unabhängiger Nigrer und Sympathisanten (UNIS), der sich der ehemalige PPN-RDA-Vorsitzende Saïdou Djermakoye anschloss. Im Januar des Folgejahres nahm Boubou Hama an einer Versammlung der PPN-RDA-Mutterpartei RDA in Treichville teil. Zu dem Treffen reisten auch Kommunisten aus Metropolitan-Frankreich an. Es war von einer antiimperialistischen Stimmung geprägt. Die führenden Politiker des PPN-RDA waren sich bezüglich ihrer Positionierung uneinig. Ein moderater Flügel um Boubou Hama und Hamani Diori wollte den radikalen Konfrontationskurs gegenüber der Kolonialverwaltung aufgeben. Ihm stand eine Gruppe um Djibo Bakary, den Generalsekretär der Partei, gegenüber, die weitermachen wollte wie bisher.
In dieser politisch angespannten Zeit erhielt Boubou Hama einen Posten, der es ihm ermöglichte, sich intensiv mit afrikanischer Kultur und Wissenschaft auseinanderzusetzen: Er wurde 1950 Direktor des Institut Français d’Afrique Noire du Niger, aus dem später das Nigrische Nationalmuseum hervorging. Die Grundlage für das Museum bildeten Hamas umfangreiche archäologische, ethnographische und paläontologische Sammlungen. Der PPN-RDA, als dessen Sekretär für wirtschaftliche Angelegenheiten Hama von 1952 bis 1956 fungierte, musste eine Serie von Rückschlägen hinnehmen. Bei den Wahlen zur Territorialversammlung am 30. März 1952 triumphierte die UNIS. Hama versuchte durch die Gründung der Wochenzeitung Le Niger zugunsten des PPN-RDA publizistisch gegenzusteuern. Doch bereits mit seiner – trotz des Unterstützung des Ex-UNIS-Politikers Georges Condat – gescheiterten Wiederwahl in die Versammlung der Französischen Union musste er eine persönliche Niederlage hinnehmen, die für die Partei einen Schock bedeutete. Die internen Richtungsstreitigkeiten führten schließlich dazu, dass sich der PPN-RDA-Generalsekretär Djibo Bakary 1954 mit einer eigenen Partei abspaltete.

### Weg zur Macht
Hama übernahm 1956 von Daddy Gaoh den Parteivorsitz des PPN-RDA, den er bis Auflösung der Partei 1974 innehatte. Im selben Jahr erfolgte bei den nach dem Tod eines Abgeordneten einberufenen Teilwahlen seine Wiederwahl in das Parlament Nigers. Während die UNIS aufgrund interner Krisen in der Bedeutungslosigkeit versunken war, erwuchs dem PPN-RDA in Djibo Bakarys Partei Sawaba (Hausa für „Freiheit“) ein starker Konkurrent um die politische Macht. Als Ergebnis der Kommunalwahlen in Niamey am 18. November 1956 wurde Bakary Bürgermeister der Hauptstadt, während sich Boubou Hama mit dem Amt des Vizebürgermeisters begnügen musste. Bei den Wahlen zur Territorialversammlung am 31. März 1957 wurde Hama im Wahlkreis Tillabéri in das Parlament Nigers wiedergewählt, jedoch ging die Mandatsmehrheit an den Sawaba. Als Niger infolge der Wahlen seine erste eigene Regierung zusammenstellen konnte, handelte es sich um eine Sawaba-Regierung, die Boubou Hama noch 1957 von seinem Posten als Direktor des Institut Français d’Afrique Noire du Niger entließ.
Den entscheidenden Umschwung brachte das Verfassungsreferendum am 28. September 1958 mit sich. Dabei warb der Sawaba für ein Nein und damit für die sofortige Unabhängigkeit Nigers von Frankreich, während sich der PPN-RDA für ein Ja und somit für einen Verbleib innerhalb der Communauté française einsetzte. Der Wahlausgang für ein Ja machte den PPN-RDA zur Partei des Vertrauens der französischen Verwaltung, während sich der Sawaba Repressionen ausgesetzt sah. Diese führten letztlich am 12. Oktober 1959 zu einem Verbot des Sawaba und zur Etablierung eines Einparteiensystems des PPN-RDA. Zwischenzeitlich verdrängte der PPN-RDA bei den Wahlen zur Territorialversammlung am 14. Dezember 1958 (und endgültig bei den Nachwahlen vom 27. Juni 1959) den Sawaba von der Macht. Boubou Hama wurde zum Parlamentspräsidenten gewählt, eine Funktion, die er bis 1974 ausübte. Am 23. Januar 1959 revanchierte er sich für seine Wahlniederlage gegen Djibo Bakary um den Bürgermeistersessel von Niamey: Der Gemeinderat wurde aufgelöst und Hama zum Präsidenten der Sonderdelegation der Stadt Niamey ernannt, mit dem Rang und den Vorrechten eines Bürgermeisters.
Auch in den kurzlebigen politischen Strukturen, mit denen Frankreich versuchte, die Reste seines Kolonialreichs zusammenhalten, übernahm er hohe Ämter. Am 29. April 1959 wurde er zu einem Vertreter Nigers im Senat der Communauté franco-africaine ernannt. Hama wurde zum Ersten Vizepräsidenten des Senats gewählt und war Mitglied der Kommission für Verträge, internationale Abkommen und gemeinsame Verteidigung. Er nahm an der Wahl von Charles de Gaulle zum Präsidenten der Communauté franco-africaine teil. Zudem war er Vizepräsident und Mitglied der ständigen Kommission der ersten Konferenz der Eurafrikanischen Versammlung. Der PPN-RDA führte die Republik Niger durch einen Vertrag mit Frankreich vom 1. August 1960 geordnet in die Unabhängigkeit. Das Parlament wählt Hamani Diori am 9. November 1960 zum Staatspräsidenten.

### Als Führungspersönlichkeit im unabhängigen Niger

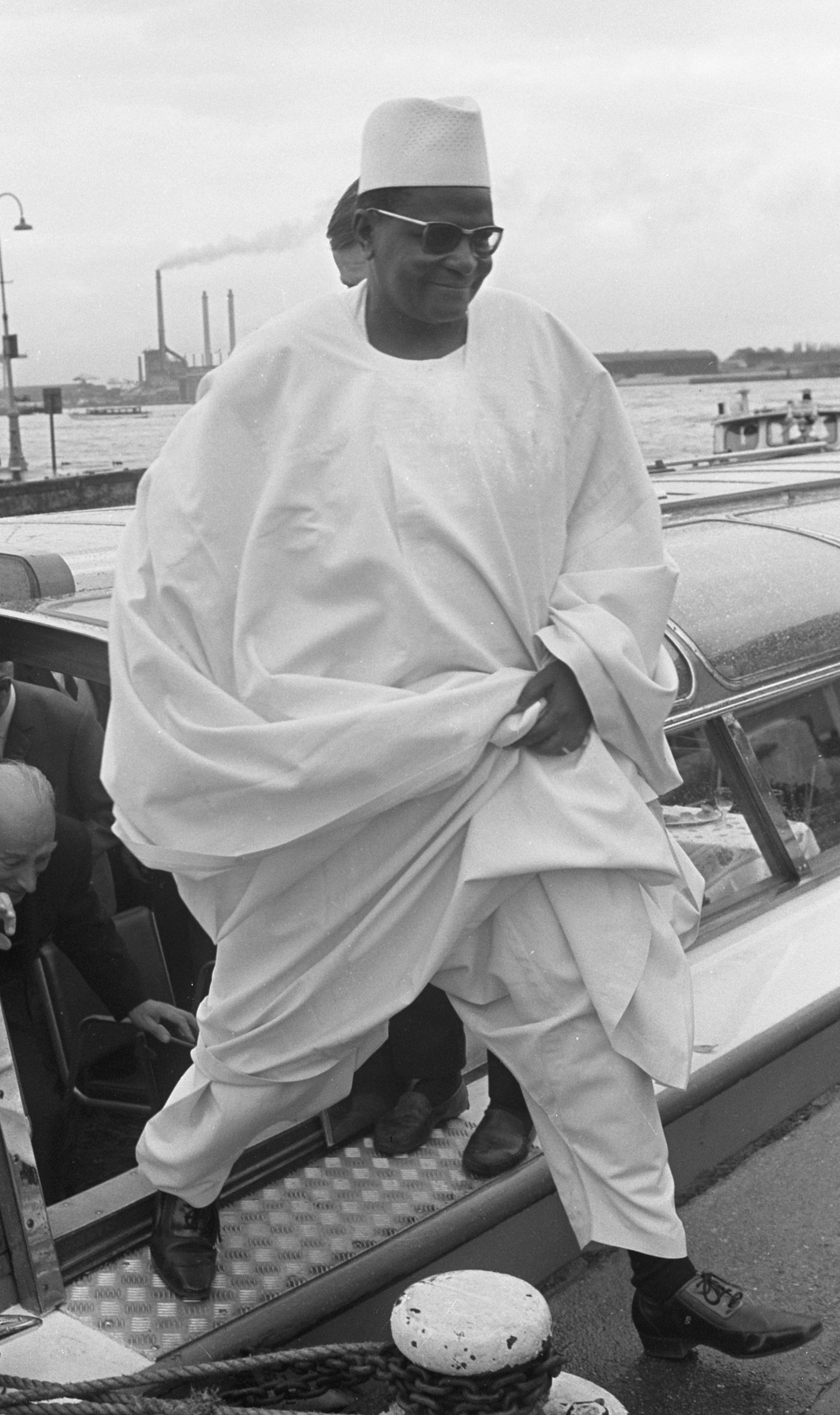
Hamani Diori (1968)

Als Niger von Frankreich unabhängig wurde, hatte Boubou Hama seine Rolle als überragende und einflussreiche politische Persönlichkeit seines Landes gefestigt. Die Erste Republik (1960–1974) war ein ziviles autoritäres Regime unter der Führung eines „Duumvirats“, bestehend aus dem Staatspräsidenten Hamani Diori und dem Parteivorsitzenden und Parlamentspräsidenten Boubou Hama. Hama agierte politisch direkter und kompromissloser als der um zehn Jahre jüngere Diori, der diplomatischer auftrat. In den 1960er Jahren war das Regime noch relativ gefestigt. Der Ausbau der in der Kolonialzeit kaum entwickelten Infrastruktur des Landes, etwa im Bildungsbereich, war eine der vorrangigen Aufgaben der jungen Republik. Die staatlich beeinflusste Wirtschaft konnte auf wachsenden Exportzahlen bei Erdnüssen aufbauen. Außenpolitisch lehnte sich Niger stark an Frankreich an.
Hamas politische Macht manifestierte sich eher in seinen Führungsfunktionen in diversen anderen staatlichen Institutionen und Komitees als in seiner Rolle als Parlamentspräsident. Die Nationalversammlung besaß keine realpolitische Entscheidungsgewalt. Ein Parlamentssitz bedeutete wenig mehr als eine Anerkennung für verdiente Parteifunktionäre, darunter vor allem traditionelle Herrscher. Eine Funktion der Nationalversammlung lag darin, Boubou Hama eine Tribüne zu bieten. Wirtschaftspolitische Akzente konnte Hama als Präsident des Verwaltungsrats der staatlichen Entwicklungsbank setzen. Die einzige staatlich kontrollierte Bank des Landes war ein wichtiges Instrument, wirtschaftliche Aktivitäten in besonders unterentwickelten Gebieten anzuregen. Dazu gehörte der von Songhai und Zarma besiedelte Westen und der Norden, in dem Araber und Tuareg lebten. Hama war zudem unter anderem Mitglied der beratenden Komitees für landwirtschaftliche Produktion und für höhere Erziehung. Zu seinem ausgeprägten politischen Netzwerk gehörte eine langjährige strategische Verbindung zu Jacques Foccart, dem wichtigsten Akteur der französischen Afrika-Politik. Ein bleibendes Hemmnis war seine niedrige soziale Herkunft. 1963 wurden die Vorbereitungen zu einem Putsch niedergeschlagen, dessen Anführer, ein Offizier, keine Befehle einer Staatsführung entgegennehmen wollte, die von einem Mann mit Sklavenherkunft gelenkt wurde.
Neben seiner politischen Tätigkeit festigte Boubou Hama seine Rolle als führender Intellektueller des Landes. Allein zwischen 1966 und 1974 schrieb er über dreißig Bücher. Er war die treibende Kraft bei der Schaffung des vallée de la culture, des „Tals der Kultur“ in Niamey. Dieses Areal umfasst die Gebäude des Nigrischen Nationalmuseums, des Institut de Recherche en Sciences Humaines (IRSH), des Centre Culturel Franco-Nigérien und des Centre d’Études Linguistiques et Historiques par la Tradition Orale (CELHTO). Der Sitz des westafrikanischen Forschungszentrums CELHTO in Niamey – auf Grundlage eines Abkommens mit der UNESCO im Jahr 1968 – fußt auf Hamas vorangegangenen diplomatischen Bemühungen. Boubou Hama gilt auch als ein Gründungsvater der internationalen Organisation der Frankophonie. Als Hausherr der Nationalversammlung war er 1970 Gastgeber eines internationalen Frankophonie-Kongresses in Niamey. Der Jahrestag der Unterzeichnung der Schlussakte des Kongresses, der 20. März, wird seit 1988 als Internationaler Tag der Frankophonie begangen.
Der oft impulsiv auftretende Boubou Hama gehörte mit Innenminister Yansambou Maïga Diamballa zu den Hardlinern des Regimes und zu den Hauptfeindbildern von dessen Gegnern. Die Gegensätze zwischen der neuen Schicht der gebildeten Jugendlichen und der Staatsführung verstärkten sich in den 1970er Jahren. Boubou Hama war bei dieser Jugend besonders unpopulär. Auf Streiks von Schülern in Zinder und Niamey für höhere Stipendien, kürzere Ausbildungszeiten und die diplomatische Anerkennung der Sowjetunion und der Volksrepublik China antwortete er 1970 mit einem offenen Brief, in dem er sie bevormundend mit „meine Kinder“ ansprach und sie daran erinnerte, dass sie im Land Privilegien genössen. Das zunehmend verkrustete und korrupte Regime war hilflos gegenüber der beginnenden Katastrophe der Hungersnot der 1970er Jahre. Zugleich verloren Erdnüsse, die Basis der Exportwirtschaft, dramatisch an Marktwert. Diese Entwicklungen bereiteten den Boden für das Ende der Ersten Republik.

### Gefangenschaft und letzte Jahre
Ein Militärputsch am 15. April 1974 brachte den Obersten Militärrat unter der Führung des Offiziers Seyni Kountché an die Macht. Die bisherigen politischen Strukturen des Landes wurden aufgelöst und die gesamte politische Elite des Landes verhaftet. Boubou Hama wurde zunächst in der Villa des Conseil de l’Entente in Niamey unter Hausarrest gestellt. Ihm wurden die Veruntreuung staatlicher Gelder in der Höhe von umgerechnet etwa 116.000 US-Dollar und Steuerhinterziehung in der Höhe von 8000 US-Dollar vorgeworfen. Am 29. April 1974 wurde er in das Militärlager von Agadez verlegt. Der korpulente Mann verlor aufgrund der schlechten Haftbedingungen innerhalb von vier Monaten dreißig Kilogramm Körpergewicht. Seine Lage besserte sich, als er am 3. August 1975 auf Anweisung von Seyni Kountché in eine Villa im Militärlager Bagagi-Iya in Niamey überstellt wurde. Dieses Privileg teilte er mit Léopold Kaziendé, Kountchés ehemaligem Lehrer, der vor dem Militärputsch Verteidigungsminister gewesen war. Hama und Kaziendé durften in ihrer Villa regelmäßig ihre Familien empfangen. Am 24. Juli 1977 wurde Boubou Hama freigelassen und konnte in seine Wohnung in Niamey zurückkehren. Als offizielle Begründung für seine Freilassung wurden in der staatlichen Tageszeitung Le Sahel humanitäre Gründe infolge des fortgeschrittenen Alters des Gefangenen sowie sein Beitrag zur kulturellen Entfaltung Afrikas genannt.
Hama konzentrierte sich in seinen letzten Jahren auf seine wissenschaftliche Arbeit. Er beteiligte sich 1977 an einem Kolloquium und 1981 an einem Seminar. Noch in den Wochen vor seinem Tod beschäftigte er sich mit dem Verfassen von Forschungsarbeiten. Boubou Hama starb 1982 in Niamey, wo er auch bestattet wurde.

## Werk

### Überblick
Mit seinem umfangreichen publizierten Œuvre gehört Boubou Hama zu den profiliertesten afrikanischen Autoren des 20. Jahrhunderts. Größere Bekanntheit erlangten seine Werke in erster Linie in Niger und in dessen französischsprachigen Nachbarländern. Sie umfassen belletristische ebenso wie wissenschaftliche und essayistische Veröffentlichungen und gründen oft auf Hamas Forschungstätigkeit in den Sahelgebieten Westafrikas. Er behandelte Themen der Geschichte, Philosophie, Soziologie, Ethnologie, Politik, Sprachwissenschaft und Kultur.
Hama beschäftigte sich wissenschaftlich unter anderem mit den in Niger lebenden Ethnien und deren kulturellem Erbe. Mit seinen diesbezüglichen Schriften wie Recherche sur l’histoire de Touaregs sahariens et soudanais (1967) stärkte er seine Rolle als führender Parteiideologe des PPN-RDA. In umfangreichen Essays wie Essai d’analyse de l’éducation africaine (1968), für den er den Prix Léopold Sédar Senghor erhielt, setzte er sich mit komplexen Fragen zur Rolle Afrikas in der Welt auseinander. Viele seiner Forschungen zu den traditionellen Systemen der Wissensweitergabe in Niger liegen nur in unveröffentlichten Notizbüchern vor.
In fabelähnlichen Erzählungen wie Izé-Gani (postum 1985) griff Hama oft auf die Songhai-Mythologie zurück. Auch wenn er die meisten seiner Werke auf Französisch verfasste, gilt er mit Veröffentlichungen wie Manta mantaari (1969) zugleich als Pionier der verschriftlichten Literatur auf Songhai-Zarma. Sein autobiografisch gefärbter dreibändiger Roman Kotia-Nima (1968), in dem er seine Kindheit im kolonialen Niger und den Kulturkonflikt zwischen afrikanischer Mystik und cartesianischer Logik der Kolonisatoren reflektiert, wie er sie in der École normale William Ponty erlernt hatte, brachte ihm 1970 den Grand Prix littéraire de l’Afrique noire ein. Mit der französischen Schriftstellerin Andrée Clair, die er 1948 in Paris kennengelernt hatte, schrieb er mehrere Kinderbücher. Auf literarischen Vorlagen Hamas basieren die Spielfilme Toula oder Der Geist des Wassers (1974) von den Regisseuren Moustapha Alassane und Anna Soehring sowie Babatou – Die drei Ratschläge (1977) von Regisseur Jean Rouch.
Boubou Hama war Großoffizier des Nationalordens Nigers. Frankreich ehrte ihn als Großoffizier der Ehrenlegion, Kommandeur der Palmes académiques und Offizier des Ordre des Arts et des Lettres. Zudem war er Träger des Großen Bundesverdienstkreuzes mit Stern und Schulterband. Die nigrische Regierung vergab erstmals 1989 den Prix Boubou Hama, einen Staatspreis für Schriftsteller und Wissenschaftler. Anlässlich seines 100. Geburtstags im Jahr 2006 waren Hama mehrere Veranstaltungen in Niger gewidmet. Nigrische Intellektuelle der nächsten Generation wie André Salifou und Diouldé Laya wurden als dessen junge Mitarbeiter von seinem Denken und Handeln geprägt.

### Denken über Afrika
Boubou Hama entwickelte eine eigenständige philosophische Sichtweise Afrikas, die sich in seiner wissenschaftlichen und literarischen Arbeit niederschlug. Überzeugt von der Existenz eines dynamischen und schöpferischen afrikanischen Wertesystems, trat er Behauptungen einer Trägheit des Kontinents entgegen. Afrika könne seine Traditionen lebendig erhalten und zugleich von manchen Aspekten der Erfahrungen des Kolonialismus und der Islamisierung profitieren. Hamas Afrika-Bild, das er durch methodische Zusammenschau zu konstruieren suchte, war vom Gedanken der kulturellen Vielfalt geprägt. Er legte Wert auf Alterität und lehnte eine auf stigmatisierenden Eigenheiten beruhende Erfassung von Identität ab. Dabei vertrat er die Position, dass es ein afrikanisches Denken gibt, das durch traditionelle Erzählungen, Rätsel und Sprichwörter gefiltert werde.
In diesem afrikanischen Denken sieht Hama einen potentiellen Beitrag des Kontinents zur globalen Zivilisation. Bestehende kulturelle Manifestationen dieses Denkens erkennt er in der Literatur der Négritude, im afroamerikanischen Jazz und in den prägenden Einflüssen afrikanischer Kunst auf die Kunstrichtungen des Expressionismus, Fauvismus und Kubismus. Hama stellt das universelle Afrika (französisch: Afrique cosmique) dem alten Indien und dem industriellen Westen gegenüber. Das alte Indien gründe auf absolutem Spiritualismus und der von Wissenschaft und Technik geprägte industrielle Westen auf kaltem Materialismus. Beide Konzeptionen seien einander entgegengesetzt. Das universelle Afrika kann für Boubou Hama eine harmonische Synthese zwischen dem Spirituellen und dem Materiellen herstellen.

### Verzeichnis der Veröffentlichungen

#### Belletristik
- Kotia-Nima. Rencontre avec l’Europe. 3 Bände. Présence Africaine, Paris 1968/69.
- Kotia-Nima. Dialogue avec l’Occident. Présence Africaine, Paris 1969.
- Manta mantaari. Épopées songhay. Dialecte Soney de Teera. Centre nigérien de recherches en sciences humaines, Niamey 1969.
- L’Aventure extraordinaire de Bi Kado, fils de noir. Présence Africaine, Paris 1971.
- Contes et légendes du Niger. Band 1. Présence Africaine, Paris 1972.
- Contes et légendes du Niger. Band 2. Présence Africaine, Paris 1972.
- L’aventure d’Albarka. Mit Andrée Clair. Julliard, Paris 1972.
- La Savane enchantée. Mit Andrée Clair. La Farandole, Paris 1972.
- Bagouma et Tiégouma. 2 Bände. Présence Africaine, Paris 1973.
- Contes et légendes du Niger. Band 3. Présence Africaine, Paris 1973.
- Contes et légendes du Niger. Band 4. Présence Africaine, Paris 1973.
- Hon si suba ben (=Aujourd’hui n’épuise pas demain). Oswald, Paris 1973.
- Le Baobab merveilleux. Mit Andrée Clair. La Farandole, Paris 1974.
- Kangué izé. Mit Andrée Clair. La Farandole, Paris 1974.
- Founya-le-vaurien. Mit Andrée Clair. Éditions G.P., Paris 1975.
- Contes et légendes du Niger. Band 5. Présence Africaine, Paris 1976, ISBN 2-7087-0329-3.
- Contes et légendes du Niger. Band 6. Présence Africaine, Paris 1976, ISBN 2-7087-0330-7.
- Les fameuses histoires du village de Tibbo. Mit Andrée Clair. La Farandole, Paris 1977.
- Izé-Gani. Band 1. Présence Africaine, Paris 1985, ISBN 2-7087-0451-6.
- Izé-Gani. Band 2. Présence Africaine, Paris 1985, ISBN 2-7087-0452-4.
- Taabi-Too. Contes et légendes du Niger. Nouvelles Ed. Africaines, Abidjan 1989, ISBN 2-7236-1472-7.
- Le petit lièvre, l’éléphant et le chameau. Mit Andrée Clair. Kaléidoscope, Paris 1992, ISBN 2-87767-073-2.

#### Wissenschaft und Essayistik
- L’empire de Gao. Histoire, coutumes et magie des Sonrai. Mit Jean Boulnois. Mit einem Vorwort von Théodore Monod. Maisonneuve, Paris 1954.
- L’histoire d’un peuple. Les Zarma. IFAN, Niamey 1954.
- Le Niger. Unité et patrie. Ses bases historiques à travers l’unité de l’histoire humaine de notre pays. 2 Bände. Mimeo, Paris 1962.
- Histoire du Niger. L’Afrique et le Monde. Mit Marcel Guilhem. Ligel, Paris 1965.
- Enquête sur les fondements et la genèse de l’unité africaine. Présence Africaine, Paris 1966.
- Liberté nationale et solidarité internationale. Mit einem Vorwort von Hamani Diori. Imprimerie générale du Niger, Niamey 1966.
- Histoire du Gobir et de Sokoto. Présence Africaine, Paris 1967.
- L’histoire traditionnelle d’un peuple. Le Zarma-Songhay. Présence Africaine, Paris 1967.
- Recherches sur l’histoire des Touareg sahariens et soudanais. Présence Africaine, Paris 1967.
- Essai d’analyse de l’éducation africaine. Présence Africaine, Paris 1968.
- Histoire du Songhay. Présence Africaine, Paris 1968.
- Contribution à la connaissance de l’histoire des Peuls. Présence Africaine, Paris 1968.
- Fonéko. Histoire traditionnelle d’un village Songhay. Présence Africaine, Paris 1970.
- Merveilleuse Afrique. Présence Africaine, Paris 1971.
- Cet "autre" de l’homme. Présence Africaine, Paris 1972.
- Le retard de l’Afrique. Essai philosophique. Présence Africaine, Paris 1972.
- L’Afrique. Mit Claude Bourdet, Jean Suret-Canale und Andrée Clair. Mit einem Vorwort von Léopold Sédar Senghor. Éd. du Burin, Paris 1973.
- Le double d’hier recontre demain. Union Générale d’Editions, Paris 1973.
- Les problèmes brûlants de l’Afrique. 1. Pour un dialogue avec nos jeunes. Oswald, Paris 1973.
- Les problèmes brûlants de l’Afrique. 2. Changer l’Afrique. Oswald, Paris 1973.
- Les problèmes brûlants de l’Afrique. 3. Prospective. Oswald, Paris 1973.
- L’empire Songhay, ses ethnies, ses légendes et ses personnages historiques. Oswald, Paris 1974.
- Les grands problèmes de l’Afrique des indépendances. Oswald, Paris 1974.
- Niger. Mit Marcel Guilhem. Ligel, Paris 1977, ISBN 2-7064-0072-2.
- Askia Mohammed Aboubacar. L’élhadj et le Khalife, à travers la tradition et le "Fettach". CELHTO, Niamey 1980.
- The Place of History in African Society. In: J. Ki-Zerbo (Hrsg.): General History of Africa. Vol. 1. Methodology and African Prehistory. Heinemann, London 1981, ISBN 0-435-94807-5, S. 43–53.
- Ecrits sur le Soudan. CELHTO, Niamey 1983.
- L’essence du verbe. Collection cultures africaines. CELHTO, Niamey 1988.
- Niger. Récits historiques. Ligel/Edicef, Paris 1989, ISBN 2-85069-550-5.
- L’itinéraire de l’homme et du militant. Hurtubise HMH, LaSalle, Québec 1993, ISBN 2-89045-977-2.
- L’exode rural, un problème de fond. Editions de la Croix-Rouge nigérienne, Niamey (ohne Jahr).
- Jeunesse et développement. Dédié aux jeunes du Niger et d’Afrique. Editions de la Croix-Rouge nigérienne, Niamey (ohne Jahr).